# Coed Records

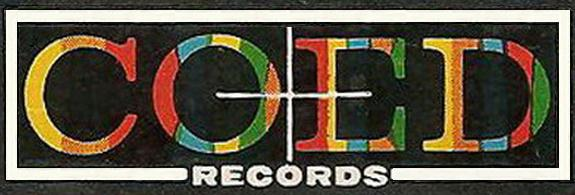
Logo

Coed Records war ein US-amerikanisches Musiklabel, das zwischen 1958 und 1965 Schallplatten im Popmusik-Genre produzierte.

## Geschichte
Die Schallplattenfirma Coed Records wurde 1958 von dem Bandleader und Musikproduzenten George Paxton (* ~1914) und dem Musiker-Manager Marvin Cane (* 1921) in New York gegründet. Paxton wurde Präsident der Firma, während Cane den Posten des Vizepräsidenten übernahm. Die Firma hatte ihren Sitz im New Yorker Brill Building, in dem auch mehrere Musikverlage beheimatet waren. Die erste Single mit der Katalognummer 500 erschien Anfang 1958 mit den Jazzmusiker O. Jay Oliver. Der Schwerpunkt der Produktionen lag bei Coed jedoch auf dem Gebiet der Popmusik. Man nahm zunächst bekannte Gruppen wie die Crests und die  Rivieras unter Vertrag, und die Rivieras waren auch die ersten, die für Coed einen Charterfolg einspielten. Bereits im Sommer 1958 kamen sie mit dem Titel Count Every Star der dritten Single der Plattenfirma auf Platz 73 der Billboard Hot 100. Erfolgreicher waren jedoch die Crests, die kurz nach den Rivieras die beste Chartposition aller Coed-Produktionen erreichten. Mit ihrem Titel Sixteen Candles errangen sie Platz zwei in den Hot 100. Erster erfolgreicher Solointerpret war Adam Wade, der seine Debütsingle im November 1959 bei Coed veröffentlichte. Er lieferte 1961 mit The Writing on the Wall (5.) und As If I Didn't Know (10.) zwei weitere Top-10-Erfolge ab. Die Gesangsgruppe The Duprees begann ihre Schallplattenkarriere im Sommer 1962 bei Coed und kam mit ihrem ersten Titel You Belong to Me mit Platz sieben ebenfalls unter die Top 10. Sie waren auch die letzten Interpreten, die für Coed im Januar 1964 eine Notierung bei Billboard erreichten. Nach den Duprees gelang es der Plattenfirma nicht mehr, weitere erfolgreiche Interpreten zu engagieren. Die Single mit Joey Vann und den Titeln Try To Remember sowie My Love, My Love war Coeds letzte Produktion, die im Juli 1965 erschien. Innerhalb von acht Jahren waren 120 Singles erschienen, außerdem waren sechs Musikalben erschienen. 47 Interpreten waren von Coed unter Vertrag genommen worden. Die meisten Schallplatten wurden mit Adam Wade produziert, von ihm erschienen 15 Singles und zwei Langspielplatten. Das Mastermaterial wurde in den 1970er Jahren vom Post-Label übernommen, das noch einmal vier Alben mit alten Titeln der erfolgreichen Gruppen Duprees (2), Rivieras und Crest veröffentlichte.

## Interpreten mit den meisten Singles
- Adam Wade (15)
- The Duprees (13)
- The Crests (12)
- The Rivieras (10)
- Johnny Maestro (6)
- Trade Martin (6)

## Titel in den Single Hot 100
| Eintritt   | Titel                            | Interpreten    | Katalog-Nr. | Platz |
| 30.08.1958 | Count Every Star                 | The Rivieras   | 503         | 73    |
| 24.11.1958 | Sixteen Candles                  | The Crests     | 506         | 02    |
| 14.02.1959 | Moonlight Serenade               | The Rivieras   | 508         | 47    |
| 23.03.1959 | Six Nights a Week                | The Crests     | 509         | 28    |
| 08.06.1959 | Flower of Love                   | The Crests     | 511         | 79    |
| 17.08.1959 | The Angels Listened In           | The Crests     | 515         | 22    |
| 07.12.1959 | A Year Ago Tonight               | The Crests     | 521         | 42    |
| 11.01.1960 | Tell Her for Me                  | Adam Wade      | 520         | 66    |
| 23.01.1960 | Since I Made You Cry             | The Rivieras   | 522         | 93    |
| 29.02.1960 | Step by Step                     | The Crests     | 525         | 14    |
| 14.03.1960 | Ruby                             | Adam Wade      | 526         | 58    |
| 13.06.1960 | Trouble in Paradise              | The Crests     | 531         | 20    |
| 20.06.1960 | I Can't Help It                  | Adam Wade      | 530         | 64    |
| 12.09.1960 | Journey of Love                  | The Crests     | 535         | 81    |
| 24.10.1960 | Isn't It Amazing                 | The Crests     | 537         | 100   |
| 21.11.1960 | Gloria's Theme                   | Adam Wade      | 541         | 74    |
| 11.02.1961 | Model Girl                       | Johnny Maestro | 545         | 20    |
| 13.03.1961 | Take Good Care of Her            | Adam Wade      | 546         | 07    |
| 29.04.1961 | What a Surprise                  | Johnny Maestro | 549         | 33    |
| 15.05.1961 | The Writing on the Wall          | Adam Wade      | 550         | 05    |
| 19.06.1961 | Point of No Return               | Adam Wade      | 550         | 85    |
| 24.07.1961 | As If I Didn't Know              | Adam Wade      | 553         | 10    |
| 29.07.1961 | Mr. Happiness                    | Johnny Maestro | 549         | 57    |
| 18.09.1961 | Tonight I Won't Be There         | Adam Wade      | 556         | 61    |
| 02.10.1961 | Linda                            | Adam Wade      | 556         | 94    |
| 04.08.1962 | You Belong to Me                 | The Duprees    | 569         | 07    |
| 20.10.1962 | That Stranger Used To Be My Girl | Trade Martin   | 570         | 28    |
| 20.10.1962 | My Own True Love                 | The Duprees    | 571         | 13    |
| 26.01.1963 | I'd Rather Be Here in Your Arms  | The Duprees    | 574         | 91    |
| 23.03.1963 | Gone with the Wind               | The Duprees    | 576         | 89    |
| 24.08.1963 | Why Don't You Believe Me         | The Duprees    | 584         | 37    |
| 09.11.1963 | Have You Heard                   | The Duprees    | 585         | 18    |
| 25.01.1964 | It's No Sin                      | The Duprees    | 587         | 74    |

## Albendiskografie
| Titel                       | Interpreten | Katalog-Nr. | veröffentlicht |
| The Crests Sing All Biggies | The Crests  | LPC-901     | 02/1960        |
| And Then Came Adam          | Adam Wade   | LPC-902     | 06/1960        |
| Adam and Evening            | Adam Wade   | LPC-903     | 02/1961        |
| 16 Greatest Hits            | The Crests  | LPC-904     | 12/1960        |
| You Belong to Me            | The Duprees | LPC-905     | 11/1962        |
| Have You Heard              | The Duprees | LPC-906     | 12/1963        |